# Évènements militaires et politiques qui ont marqué le règne de David Ier d'Écosse

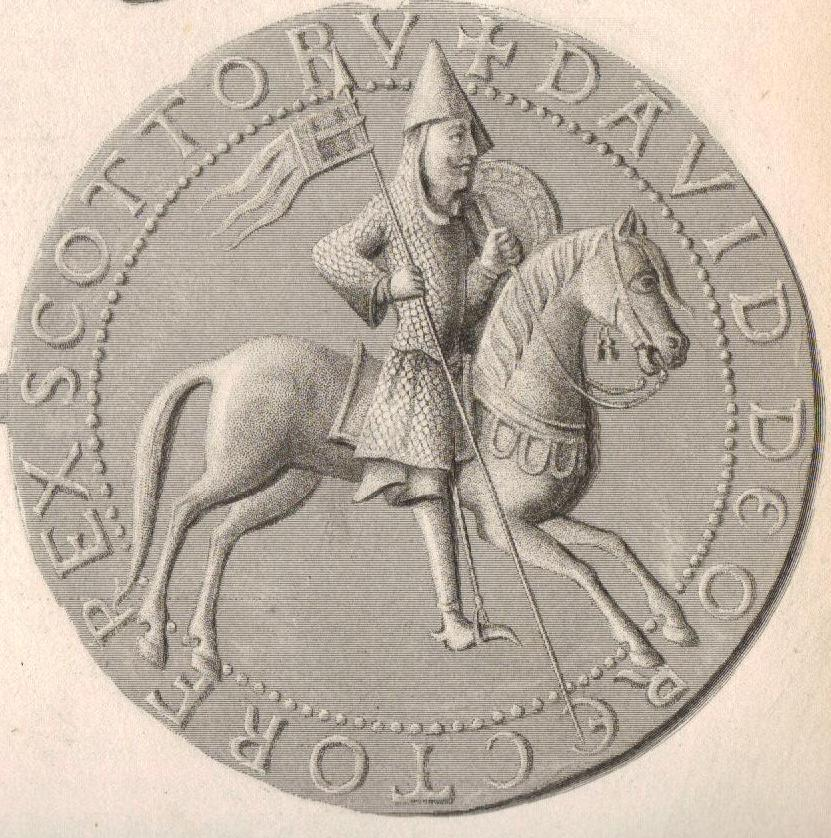
Gravure sur le revers du Grand Sceau de David Ier, représentant David comme un chef de guerre.

Les évènements politiques et militaires en Écosse durant le règne de David Ier regroupent les évènements ayant eu lieu en Écosse alors que David Ier d'Écosse règne en tant que roi d'Écosse, entre 1124 et 1153. Quand son frère Alexandre Ier d'Écosse meurt en 1124, David choisit, avec l'appui d'Henri Ier d'Angleterre, de revendiquer la couronne du royaume d'Alba. David est forcé d'entrer en conflit avec son rival et neveu, Máel Coluim mac Alaxandair. David met 10 ans à écarter définitivement ce dernier de la course au trône, et ce conflit verra notamment la mort d'Angus, mormaer de Moray. La victoire de David lui permet d'étendre son contrôle sur d'autres régions qui ne faisaient originellement pas partie du royaume. Il y parvient avec beaucoup de réussite, même s'il ne parvient pas à soumettre le comté des Orcades.

## Contexte
Michael Lynch comme Richard Oram décrivent David comme ayant très peu de contacts initialement avec le monde gaélique,. Oram présente la situation de David à son accession au trône comme celle d'un « étranger dans un pays étrange » . Les deux historiens sont également d'accord pour dire que David s'est petit à petit régaélisé au cours de son règne,. D'autres historiens, tels que R. Andrew McDonald par exemple, mettent l'accent sur la rapide inclusion de fondements de culture normande en Écosse avec David, et expliquent les troubles qui frappent l'Écosse à ce moment comme les tensions entre un roi non celtique et la périphérie « celtique » du royaume. Cette vision d'une opposition entre Normands et Celtes est critiquée par Matthew Hammond, qui s'interroge pour savoir pourquoi l'est gaélique du royaume, qui constitue le cœur du territoire écossais dominé par David, serait moins « celtique » que l'ouest et le nord où l'influence nordique est bien marquée.
En fait, en tant que roi des Écossais, David poursuit les buts que quiconque aurait poursuivi dans sa situation. S'il est vrai que David s'est établi au pouvoir grâce à l'aide d'Henri Ier et ses garnisons anglo-normandes, en tant que roi il dirige naturellement son expansion vers les régions où le norois et l'anglais sont en vigueur, à l'aide de ses forces gaéliques. David utilise à chaque fois les forces dont il dispose. En agissant ainsi, la position de David en Écosse est couronnée de succès. En plus de survivre, il a étendu l'aire d'influence du pouvoir royal à la Moray et au-delà, tandis que des hommes venus d'Argyll, des Hébrides et de Galloway se sont joints aux forces de David. Le plus grand échec de David est de n'avoir pu intégrer les Orcades de manière durable à son royaume.

## La position de David en tant qu'héritier du trône d'Écosse
Les revendications du trône écossais par David sont pour le moins discutables. David est en effet le plus jeune des huit enfants du roi Malcolm III d'Écosse, tandis que deux rois plus récents ont eu des enfants : William fitz Duncan, fils du roi Duncan II, et Máel Coluim, fils du dernier roi, Alexandre. Ils précèdent tous les deux David suivant les principes de primogéniture qui apparaissent à l'époque. Toutefois, au contraire de David, aucun des deux n'a le soutien d'Henri, et ce sont tous deux des fils illégitimes. La mort de Sibylla, fille du roi Henri et femme du roi Alexandre, en 1122, augmente les chances de David de devenir roi et renforce le soutien d'Henri. C'est probablement la raison pour laquelle Henri renforce sa présence au nord de l'Angleterre à cette époque. Cet acte devait vraisemblablement faire comprendre à Alexandre que David était désormais son héritier, ou au moins intimider les vassaux du roi d'Écosse. Ainsi quand Alexandre meurt en 1124, l'aristocratie gaélique n'a pas d'autres choix que d'accepter David comme roi, ou affronter David et Henri I.

## Premier conflit contre Máel Coluim mac Alaxandair
Le fils d'Alexandre, Máel Coluim choisit d'entrer en conflit contre David. Orderic Vitalis indique que Máel Coluim mac Alaxandair « souhaite s'emparer du royaume de son oncle [David], et lutte contre lui au cours de deux importantes batailles. Mais David, plus compréhensif, puissant et riche, le vainc ainsi que ses partisans ». Cette révolte a pu coûter la vie au fils aîné de David. Avant de raconter en détail le conflit contre Máel Coluim, Orderic Vitalis reporte la mort de ce fils des mains d'un prêtre norvégien exilé, mais le récit d'Orderic est beaucoup trop vague sur ce sujet pour pouvoir en tirer des conclusions. Ce prêtre faisait partie de l'entourage de David, et il est mis à mort par écartèlement entre quatre chevaux,,. Que ces deux évènements soient liés ou non, Máel Coluim se retire indemne dans des régions d'Écosse non encore soumises à David, et y trouve un abri et des soutiens ; quand Máel Coluim mac Alaxandair renouvelle ses revendications du trône six ans plus tard, il a le soutien et la protection du mormaer de Moray.

## Couronnement

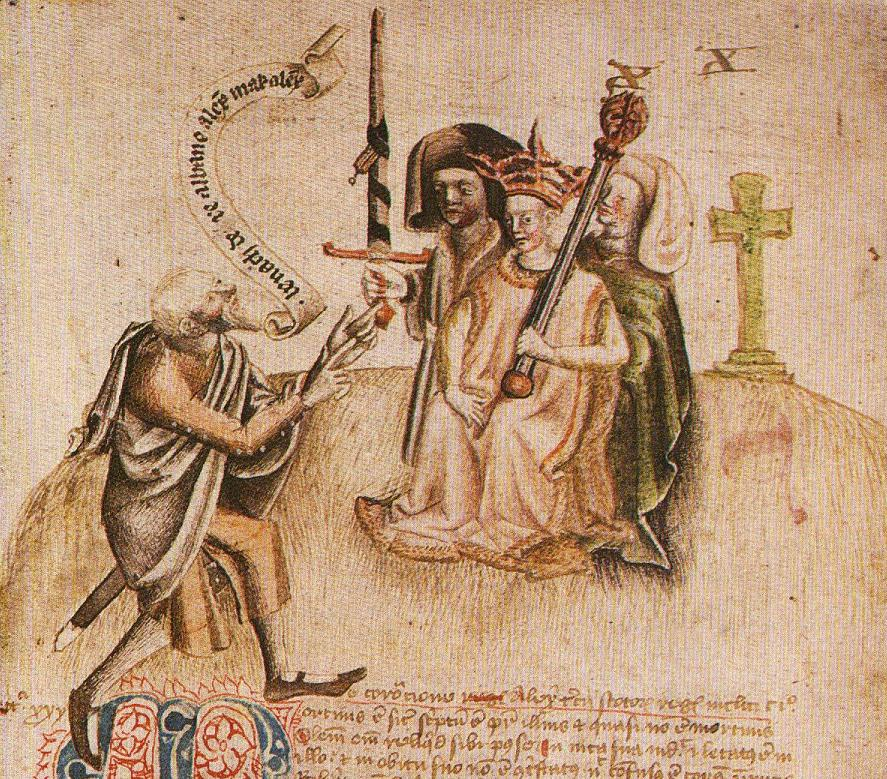
Cette illustration issue d'un vieux manuscrit médiéval de Walter Bower, Scotichronicon, dépeint l'intronisation royale de l'arrière-arrière-petit-fils de David, Alexandre III d'Écosse, à Scone en 1249. David a certainement eu une cérémonie équivalente.

En avril ou mai de la même année, David est couronné roi d'Écosse à Scone. Si l'on se fie aux indications écossaises et irlandaises qui suivent, le couronnement est une série de rituels traditionnels élaborés, mal perçus par le monde anglo-normand du XIIe siècle car ils comprennent de nombreux éléments païens.  
Quelles que soient les opinions de David sur sa terre natale, les historiens anglo-normands sont tous convaincus qu'il n'a plus réellement de connexion sociale ni culturelle à ce territoire en 1124. David demeure un roi souvent absent durant ses premiers temps de règne. Son premier acte en tant que roi est de confirmer l'attribution à l'un de ses partisans, Robert de Bruce, de la seigneurie d'Annandale, à la frontière avec sa principauté et les terres de Galloway. Or dans le document officiel par lequel il rend cette attribution effective, il ne s'adresse qu'aux Français et Anglais, et non aux Écossais. En 1124, on peut penser que David sentait qu'il ne pouvait compter que sur les Anglais et les Français car il faut un peu de temps à David pour s'établir vraiment dans son pays d'origine. On peut aussi penser qu'il ne s'adresse qu'aux Français et Anglais car il s'agit d'un territoire situé en dehors du territoire écossais de l'époque.

## Seconde guerre face à Máel Coluim mac Alaxandair
À cette période David se préoccupe de plus en plus de ses terres écossaises et devient de plus en plus proche de la population. Toutefois, il continue à vivre pendant de longues périodes en Angleterre. En fait, en dehors de sa principauté de Cumbrie, David n'exerce qu'une autorité restreinte sur l'Écosse, et il n'est selon les mots de Richard Oram « roi des Écossais que de nom » . S'il passe le plus clair de son temps sur les territoires qu'il gouverne entre la fin de l'année 1127 et 1130, il est à la cour d'Henri en 1126 et 1127 et y retourne en 1130 en tant que juge à Woodstock pour la tentative de trahison menée par Geoffrey de Clinton. C'est cette année que la femme de David, Maud, décède. La révolte qui apparait alors en Écosse découle peut-être de cette mort.
L'instigateur de la révolte est à nouveau Máel Coluim, qui a désormais le soutien d'Angus de Moray, roi ou mormaer de Moray. Le roi Angus est le vassal le plus puissant de David, un petit-fils de Lulach Ier d'Écosse, qui a également des vues personnelles sur la couronne. Les rebelles rencontrent en Angus le connétable de David, Édouard ; une bataille prend place à Stracathro près de Brechin. Selon les annales d'Ulster, 1 000 hommes de l'armée d'Édouard contre 4 000 de l'armée d'Angus trouvent la mort, dont Angus lui-même. Selon Orderic Vitalis, Édouard continue sa progression vers la Moray, qui manque désormais d'un seigneur, et il obtient ces territoires. Toutefois, Máel Coluim s'échappe à nouveau, et la guerre civile s'ensuit durant encore quatre ans, qui est uniquement une « lutte pour survivre » pour David.
David demande et obtient une aide importante de la part d'Henri. Ailred de Rivaux indique qu'une large flotte et une importante armée de chevaliers normands, incluant Walter l'Espec, sont envoyés par Henri à Carlisle pour aider David à mettre en déroute ses ennemis écossais,. La flotte semble avoir été utilisée dans la mer d'Irlande, le Firth of Clyde et la côte d'Argyll, où Máel Coluim avait probablement de nombreux partisans. En 1134 Máel Coluim est capturé et emprisonné au château de Roxburgh.

## Pacification de l'ouest et du nord
Richard Oram suggère que c'est à cette époque que David offre à Walter Fitz Alan le kadrez de Strathgryfe, avec Kyle et la région de Renfrew, formant la seigneurie "Stewart" de Strathgryfe. Il suggère également que Hugues de Morville s'est vu offrir le kadrez de Cunningham ainsi que "Strathyrewen" (aujourd'hui Irvine). Cela signifie que l'acquisition de ces territoires date certainement de la campagne de 1130-1134. Cela conduit à introduire des seigneurs anglo-normands loyaux à David dans une zone périphérique gaélique que David n'était dans un premier temps pas capable de contrôler, et constitue un premier pas pour contrôler l'Argyll et le Galloway, plus distants,. On peut aussi penser que le roi Fergus de Galloway entre dans la sphère d'influence de David. Fergus est marié avec une fille illégitime d'Henri et fait tout comme David partie du réseau d'alliés d'Henri.
On ne sait pas exactement combien de temps prend la pacification de Moray, mais à cette période David désigne son neveu William Fitz Duncan pour succéder à Óengus, peut-être en compensation de l'exclusion de celui-ci de la succession au trône, le fils de David, Henri, étant désormais en âge de régner. En se mariant avec la fille d'Angus, William conforte son autorité dans la région. Les bourgs d'Elgin et Forres ont vraisemblablement été créés à cette époque, consolidant l'autorité royale à Moray. David a aussi fondé le prieuré d'Urquhart et lui a attribué un pourcentage du cain (impôt) d'Argyll. C'est également à cette période qu'un mariage est arrangé entre le fils de Matald, Mormaer d'Atholl, et la fille de Haakon Paulsson, comte des Orcades. Ce mariage sécurise temporairement la frontière nord du royaume, et offre la possibilité à un fils d'un Mormaer de David d'obtenir les Orcades et le Caithness et de les placer sous le contrôle de la couronne d'Écosse. Ainsi, lorsqu'Henri I meurt le 1er décembre 1135, David contrôle une plus large partie de l'Écosse que son prédécesseur.

### Domination du nord

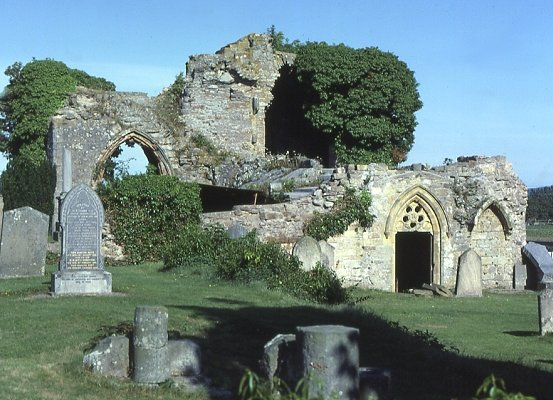
Les ruines de l'abbaye de Kinloss à Moray, fondée par David en 1150 pour y installer des cisterciens de Melrose.

Alors qu'il fait face au roi Étienne à partir de 1136 et tente d'accroître son influence sur le nord de l'Angleterre, David continue à étendre sa domination toujours plus au nord de l'Écosse.  En 1139, son cousin, Harald Maddadsson, alors âgé de 5 ans seulement, se voit attribuer le titre de comte et la moitié des terres du comté des Orcades, en plus de la Caithness écossaise. Durant les années 1140, la Caithness et le Sutherland tombent sous le contrôle du roi.  Un peu avant 1146, David nomme un Gaël nommé Andreas évêque de Caithness, un évêché basé à Halkirk, près de Thurso, dans une zone à la population majoritairement scandinave,. 
David doit bientôt être lui-même très présent dans le nord du pays à la suite de la mort de son cousin William Fitz Duncan. William meurt entre 1147 et 1151, laissant l'immense seigneurie de Moray aux mains de David. David y est présent en 1150, lorsqu'il fonde l'abbaye de Kinloss, et y établit à la même période de nouveaux châteaux ou renforce les anciens pour former une ligne allant de Banff sur la frontière de la seigneurie de Buchan à Inverness. À cette époque également, ou l'année suivante, David se rend à Aberdeen. Cette visite est répertoriée sur le Book of Deer. Tous les témoins, mormaers, évêques et petits seigneurs étaient des gaëls ayant des intérêts au nord de l'Écosse. Plus tard la même année, une charte signée à Dumferline en faveur de la nouvelle abbaye rapporte la présence à la cour de David des plus importants leaders, Gaëls et hommes d'Église du nord du pays, dont notamment Gartnait, mormaer of Buchan, Morggán, mormaer of Mar, Aindréas, évêque de Caithness, Symeon, évêque de Ross and Edward, évêque d'Aberdeen. Tout cela montre bien que le renforcement de l'autorité royale est la priorité de David durant ces années.
En 1150, il semble que le Caithness et l'ensemble du comté des Orcades soient totalement passés sous contrôle écossais. Seulement, les plans de David sont contrecarrés par l'arrivée du roi Eystein II de Norvège sur place. Celui-ci accoste aux abords des Orcades avec une large flotte et capture le jeune Harald, pris par surprise dans sa résidence de Thurso. Eystein force Harald à prêter serment général de fidélité au roi en contrepartie de sa libération. Plus tard la même année, David répond en supportant le rival d'Harald, Erlend Haraldsson, dans sa revendication du comté des Orcades. Il lui offre la moitié du Caithness. Le roi Eystein fait en retour une offre similaire à Erlend, qui annule la première offre de David. La faiblesse de David dans les Orcades est liée à la volonté des rois norvégiens de ne pas se retirer, mais de le laisser s'affaiblir.

## Succession et mort

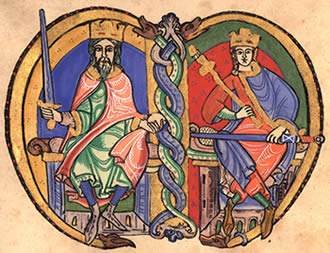
David et son successeur désigné, Malcolm. Malcolm IV règne douze ans sur l'Écosse, et ces années sont marquées par la chasteté et la ferveur religieuse du jeune roi.

Le plus grand coup dur pour les plans de David est certainement la mort de son unique fils et successeur Henri. Celui-ci était vraisemblablement malade depuis assez longtemps. David n'a plus qu'un an à vivre, et il se doute qu'il ne va pas rester en vie très longtemps. Il s'arrange rapidement pour que son petit-fils Malcolm IV devienne son successeur, et fait son plus jeune petit-fils, Guillaume, comte de Northumberland. Donnchad I, Mormaer of Fife, un important magnat écossais, est nommé régent, et emmène le jeune Malcolm, âgé de seulement 11 ans, faire un tour d'Écosse afin de rencontrer ses futurs sujets gaéliques. La santé de David se dégrade sérieusement à partir du printemps 1153 et il meurt le 24 mai 1153,. Dans sa nécrologie parue dans les Annales de Tigernach, il est nommé Dabíd mac Mail Colaim, rí Alban & Saxan : « David, fils de Malcolm, roi d'Écosse et d'Angleterre », un titre qui donne une idée de l'importance des contrées anglaises dans le royaume de David.